# Petr Kostelník
Petr Kostelník (* 5. února 1964 Brno) je bývalý český fotbalový brankář, reprezentant Československa a odchovanec brněnské Zbrojovky.
Po skončení aktivní kariéry se stal trenérem.

## Klubová kariéra
V lize odehrál 185 utkání. Hrál za Zbrojovku Brno (1973–1982, 1983–1984), Spartak Uherský Brod (1982–1983), Duklu Praha (1984–1992), Chmel Blšany (1992–1994), Spartu Praha (1994–1996), Viktorii Žižkov (1996–1997), Atlantic Lázně Bohdaneč (1997), Děčín (1998), Municipal Guatemala (1998) a Viktorii Plzeň (1999). Poté chytal ještě nižší soutěže za SK Motorlet Praha a Černolice. Se Spartou získal roku 1995 titul mistra České republiky a roku 1996 Pohár ČMFS, s Duklou vyhrál roku 1985 a 1990 československý pohár. V roce 1985 byl vyhlášen Nováčkem roku, v témže roce se umístil na devátém místě v anketě Fotbalista roku. 15x startoval v evropských pohárech, s Duklou si zahrál semifinále PVP v sezoně 1985/86.

## Reprezentační kariéra
Za československou reprezentaci odehrál v letech 1986–1988 tři utkání, debutoval 6. 8. 1986 proti Austrálii (výhra 1:0).
Dvakrát startoval v olympijském výběru, 12x v reprezentaci do 21 let a 15x v reprezentaci do 15 let.[zdroj?]

## Trenérská kariéra
Jako trenér pracoval v Motorletu, Bohemians Praha, Dukle Praha, Karlštejně, Bohemians 1905 a FC Viktorii Plzeň.

## Ligová bilance
| Ročník                                   | Zápasy | Góly | Nuly | Klub                        |
| ---------------------------------------- | ------ | ---- | ---- | --------------------------- |
| II. ČNFL – sk. B 1982/83                 | -      | 0    | -    | TJ Spartak Uherský Brod     |
| 1. československá fotbalová liga 1982/83 | 0      | 0    | 0    | TJ Zbrojovka Brno           |
| I. ČNFL 1983/84                          | 13     | 0    | 4    | TJ Zbrojovka Brno           |
| 1. československá fotbalová liga 1984/85 | 10     | 0    | 2    | ASVS Dukla Praha            |
| 1. československá fotbalová liga 1985/86 | 23     | 0    | 8    | ASVS Dukla Praha            |
| 1. československá fotbalová liga 1986/87 | 27     | 0    | 10   | ASVS Dukla Praha            |
| 1. československá fotbalová liga 1987/88 | 25     | 0    | 7    | ASVS Dukla Praha            |
| 1. československá fotbalová liga 1988/89 | 26     | 0    | 5    | ASVS Dukla Praha            |
| 1. československá fotbalová liga 1989/90 | 9      | 0    | 3    | ASVS Dukla Praha            |
| 1. československá fotbalová liga 1990/91 | 14     | 0    | 3    | ASVS Dukla Praha            |
| 1. československá fotbalová liga 1991/92 | 26     | 0    | 5    | ASVS Dukla Praha            |
| Česká fotbalová liga 1992/93             | -      | 0    | -    | FK Chmel Blšany             |
| 2. česká fotbalová liga 1993/94          | -      | 0    | -    | FK Chmel Blšany             |
| 1. česká fotbalová liga 1994/95          | 6      | 0    | 3    | AC Sparta Praha             |
| 1. česká fotbalová liga 1995/96          | 2      | 0    | 0    | AC Sparta Praha             |
| 1. česká fotbalová liga 1996/97          | 10     | 0    | 2    | FK Viktoria Žižkov          |
| Gambrinus liga 1997/98                   | 7      | 0    | 0    | AFK Atlantic Lázně Bohdaneč |
| CELKEM 1. liga                           | 185    | 0    | 48   |                             |